# Jan Smuts
Marechal de campo Jan Christian Smuts PC, OM, CH, DTD, ED, KC, FRS (24 de maio de 1870 – 11 de setembro de 1950) foi um proeminente político, líder militar, filósofo e estadista sul-africano, influente na Commonwealth Britânica.

## Carreira
Exerceu vários cargos de liderança, mais notavelmente o de Primeiro-ministro da União da África do Sul de 1919 até 1924 e de 1939 até 1948. Apesar de Smuts inicialmente ter defendido a segregação racial e se oposto à emancipação dos negros sul-africanos, suas visões foram mudando e apoiou a Comissão Fagan, que afirmava que uma política de segregação racial total era inviável. Por isso, Smuts subsequentemente perderia a eleição de 1948 para um movimento de Afrikaners linha-dura que implementariam o apartheid. Ele continuou trabalhando pela reconciliação e enfatizava o papel positivo da Commonwealth Britânica até sua morte em 1950.
Smuts foi um dos líderes bôeres rebeldes da Segunda Guerra dos Bôeres na região de Transvaal. Durante a Primeira Guerra Mundial, liderou tropas sul-africanas ao lado dos britânicos contra os alemães, capturando o Sudoeste Africano Alemão e comandando tropas na África Oriental.
De 1917 a 1919 foi um dos membros do Gabinete Imperial de Guerra britânico e foi instrumental na fundação da Força Aérea Real (RAF). Ele se tornou Marechal de campo do exército britânico em 1941 e serviu sob Winston Churchill. Foi a única pessoa signatária dos tratados que encerraram a Primeira e Segunda Guerras Mundiais. Seu legado persiste até os dias atuais, se tornando um dos fundadores da África do Sul como nação e era conhecido como um diplomata, estadista e político habilidoso.